# Mihályfi Ákos
Mihályfi Ákos, teljes nevén Mihályfi Ákos István (Szepetnek, 1863. szeptember 2. – Budapest, Józsefváros, 1937. május 27.) cisztercita szerzetes, római katolikus pap, teológiai doktor, egyetemi tanár, 1916–1917-ben a Budapesti Tudományegyetem rektora, egyházi író.

## Élete
A Zala vármegyei Szepetneken született Mihályfy György és Vojta Karolina gyermekeként. A gimnázium hat osztályát Budán és Veszprémben járta; 1879. augusztus 27-én Zircen a ciszterci rendbe lépett, ahol az Ákos nevet kapta és a VII. osztályt ott, a VIII. osztályt Egerben, teológiai tanulmányait pedig mint a rend növendéke 1881-től 1886-ig az innsbrucki egyetemen végezte, ugyanott 1886. december 17-én teológiai doktori oklevelet szerzett.
1886. augusztus 8-án pappá szentelték. 1887. február 1-jén Zircen a ciszterci rend növendékeinek lelki igazgatója, szeptember 1-től egyszersmind teológiai tanár a rendnek 1889-től Budapesten levő hittudományi intézetében és lelki igazgató. 1906. február 2. és 1934. június 30. között a budapesti egyetem hittudományi karán a lelkipásztorkodástan nyilvános rendes tanára. 1909–1910-ben és 1914–1915-ben a hittudományi kar dékánja, 1916–1917-ben az egyetem rektora, 1917–1918-ban és 1926. májusa és szeptembere között prorektora.
A háborús beszerzési nehézségek csökkentésére létrehozta az egyetemi tanárok és alkalmazottak beszerzési csoportját. 1914. június 25-től sztrázsai prépost, 1926. február 8-tól villers-i címzetes apát. 1934 júliusában nyugalomba vonult.
1892-ben a Szent István Társulat tudományos és irodalmi osztályának tagja, 1893-ban a hittudományi kar bekebelezett doktora. 1921 májusa és 1933 áprilisa között a Szent István Társulat alelnöke, vezette a Szent István könyvek (1-12. számúak) kiadását. 1915-ben a Szent István Akadémia I. osztályának tagja, 1921–1933-között az I. osztály elnöke, 1933. február 24-től a Szent István Akadémia, ugyanezen év március 23-tól a Szent István Társulat tiszteletbeli tagja, a Katolikus Írók és Hírlapírók Pázmány Egyesületének vezető tagja volt.

## Művei

### Folyóiratcikkei
Elbeszélései, rajzai és cikkei a Katholikus Hetilapban (1881-83. elb., A májusi ájtatosság); a Jézus szentséges szivének Hirnökében (Kalocsa, 1885. A tabernakulum); a Mária Virágos Kertjében (Kalocsa, 1886. Mária tisztelete és a magyarság, 1893. Apostoli buzgóság); a Magyar Államban (1887. okt. 27. könyvism., 1892. Szvorényi József, 1893. Buda Teofil); a Religióban (1888-1889. és 1891. Adatok a papnevelés elméletéhez, Az asketikai irodalomról, A seminariumok jogi természetéről, 1890. A papnevelés és a politikusok, 1891. Papi lelkület, 1894. Sz. Bernárdnak egy eddig ismeretlen levele); a Magyar Ifjuság Rózsatüzerében (Székesfejérvár, 1888-89. Leveleimből); a Magyarországi Papi Ima-egyesület Értesítőjében (Győr, 1889. A hittani tanítás egyik tévedéséről); a Katholikus Szemlében (1890. A vallás eredete és fejlődése, 1891. könyvism., 1892. A sajtó és a katholikusok, Szent László király ünnepe, XIII. Leo püspöki jubileuma és könyvism., 1893. A pápai encziklikáról, A polgári házasság irodalma és könyvism., 1894. A házasság szentségéről, Az egyház-politikáról és könyvism., 1895. könyvismert., 1896. A szabadkőmívesekről és könyvism., 1897. Parlamenti kérdések); a Hittudományi Folyóiratban (1890. A papnevelés Francziaországban, A papi nevelés a trienti zsinat előtt, 1892. A papnevelés Németországban, 1893-94. Könyvism., 1895. Ecole pratique des études bibliques és könyvism.); a Fejérmegyei Naplóban (1894. Katholikus társadalom, az iskolai év végén); a Pallas Nagy Lexikonában (Abgar, Alexandriai Katecheta iskola, Denifle, Diepenbrock Menyhért, Dokéták, Domonkos, Domonkosok, Donatisták sat.).
1890-ben a Katholikus Szemlének társszerkesztője lett, 1891-től ugyanannak felelős szerkesztője, 1891-től a Patrona Hungariae c. havi hitbuzgalmi lapnak is a szerkesztője; 1900-ban a Szent István Társulat Családi Regénytárát szintén ő szerkesztette.

### Önálló művei
- Szűz Mária az ó-szövetségben. Májusi elmélkedések. Kiadja a «Mária-Kert.» Bpest, 1890
- A katholikus társadalomról. (Felolvastatott a «Budapesti katholikus kör» 1893. decz. 13. tartott adventi felolvasó estéjén). Uo. 1894
- Emlékbeszéd Szvorényi Józsefről. Felolv. a tud. és irod. osztály 1894. nov. 29. tartott ülésében. Uo. 1895
- A papnevelés története és elmélete I.., II. Uo. 1896. Két kötet. (Kiadta a Szent-István-Társulat tud. és irod. osztálya. A budapesti egyetem a Horváth-alapból jutalmazta)
- Synopsis archaeologiae biblicae, quam privato auditorum suorum usuii accomadavit. Uo. 1897
- Synopsis hermeneuticae biblicae, quam privato auditorum suorum usui accomodavit. Uo. 1897
- Katholikus egyetemek. Uo. 1898
- Katholikus egyetem. Két beszéd az 1900-ban tartott kath. nagygyűlésen. Uo. 1900
- Katholikus jótékonyság a nagyvárosokban. Uo. 1901
- Egyh. beszéd Szt István... ünnepén. Uo., 1903
- A túlvilág. Nagyböjti sztbeszédek. Uo., 1904
- Új örök törv. Uo., 1905
- A kat. egyh. kérdése hazánkban. Uo., 1912
- A papság feladatai a háború után. Rektori megnyitó beszéd. Uo., 1916
- Elmélkedések a halálról. Uo., 1916. (Ker. kiskvtár II. 1.)
- Elmélkedések a pokolról. Uo., 1916. (Uaz II. 2.)
- Elmélkedések a mennyországról. Uo., 1916. (Uaz II. 3.)
- Elmélkedések a tisztítóhelyről. Uo., 1916. (Uaz II. 4.)
- Elmélkedések az utolsó ítéletről. Uo., 1916. (Uaz II. 5.)
- A nyilvános istentisztelet Archiválva 2018. szeptember 4-i dátummal a Wayback Machine-ben Egy. előad. a lelkipásztorkodástan köréből. Uo., 1916. (4. átd. kiad. Uo., 1933)
- Die Bedeutung d. ung. Königskrönung. Pécs, 1917
- A m. kir. koronázás jelentősége. Bp., 1917
- Posledné veci cloveka. Rózsahegy, 1917
- A halottégetés. Bp., 1917
- Emlékbeszéd Dudek Jánosról. Uo., 1918. (SZIA emlékbeszédei. I. 1.)
- Lélekmentés a nagy világégés után. Uo., 1920
- Az emberek megszentelése Archiválva 2018. szeptember 5-i dátummal a Wayback Machine-ben. Egy. előadások a lelkipásztorkodástan köréből. 1-2. köt. Uo., 1921. (2. jav. kiad. Uo., 1926)
- Az új misekv. nevezetesebb újításai. Összeáll. Uo., 1921
- Az igehirdetés Archiválva 2018. szeptember 5-i dátummal a Wayback Machine-ben. Egy. előadások a lelkipásztorkodástan köréből. 2. átd. kiad. Uo., 1921
- Giesswein Sándor emlékezete. Uo., 1923. (SZIA emlékbeszédei I. 7.)
- Mihályfi Ákos beszédei. 1. köt. Egyházi beszédek; 2. köt. Társadalmi beszédek. Az Ünnepnapok és Egyh. beszédek bőv. kiad. Uo., 1929